# Lista siturilor arheologice din județul Giurgiu - S
Lista siturilor arheologice din județul Giurgiu - S conține toate siturile arheologice din județul Giurgiu înscrise în Repertoriul Arheologic Național (RAN) și aflate în localități al căror nume începe cu litera S. RAN este administrat de Ministerul Culturii și Patrimoniului Național și cuprinde date științifice, cartografice, topografice, imagini și planuri, precum și orice alte informații privitoare la zonele cu potențial arheologic, studiate sau nu, încă existente sau dispărute.
Puteți căuta un sit din localitățile care încep cu litera S folosind formularul de mai jos sau puteți naviga prin toate siturile din județ la Lista siturilor arheologice din județul Giurgiu.
| Cod RAN                                   | Denumire | Localitate                               | Adresă            | Datare                                       | Descoperit | Coordonate                                    | Imagine           | Erori            |
| ----------------------------------------- | --- | ---------------------------------------- | ----------------- | -------------------------------------------- | ---------- | --------------------------------------------- | ----------------- | ---------------- |
| 100558.01.01                              | Așezarea din epoca bronzului de la Slobozia - "Drumul lui Rainea" / ansamblu anonim (Categorie: locuire civilă) (Tip: Așezare) | sat Slobozia, comuna Slobozia            | Drumul lui Rainea | Cernavodă II                                 | 2000       |                                               | Încărcați imagine | Raportați eroare |
| 104984.01.01 (Cod LMI: GR-I-m-B-14827.03) | Situl arheologic de la Schitu - "La conac" / ansamblu anonim (Categorie: locuire civilă) (Tip: Așezare)                        | sat Schitu, comuna Schitu                | La conac          | Glina                                        |            | 44°08′00″N 25°48′00″E / 44.13334°N 25.8°E     | Încărcați imagine | Raportați eroare |
| 104984.01.02 (Cod LMI: GR-I-m-B-14827.02) | Situl arheologic de la Schitu - "La conac" / ansamblu anonim (Categorie: locuire civilă) (Tip: Așezare)                        | sat Schitu, comuna Schitu                | La conac          | geto-dacică sec. III - I a. Chr.             |            | 44°08′00″N 25°48′00″E / 44.13334°N 25.8°E     | Încărcați imagine | Raportați eroare |
| 104984.01.03 (Cod LMI: GR-I-m-B-14827.01) | Situl arheologic de la Schitu - "La conac" / ansamblu anonim (Categorie: locuire civilă) (Tip: Așezare)                        | sat Schitu, comuna Schitu                | La conac          | Sântana de Mureș - Cerneahov sec. IV p. Chr. |            | 44°08′00″N 25°48′00″E / 44.13334°N 25.8°E     | Încărcați imagine | Raportați eroare |
| 104984.01.04 (Cod LMI: GR-I-s-B-14827)    | Situl arheologic de la Schitu - "La conac" / ansamblu anonim (Categorie: locuire civilă) (Tip: Așezare)                        | sat Schitu, comuna Schitu                | La conac          | Boian                                        |            | 44°08′00″N 25°48′00″E / 44.13334°N 25.8°E     | Încărcați imagine | Raportați eroare |
| 104984.01.05 (Cod LMI: GR-I-s-B-14827)    | Situl arheologic de la Schitu - "La conac" / ansamblu anonim (Categorie: locuire civilă) (Tip: Așezare)                        | sat Schitu, comuna Schitu                | La conac          | Tei                                          |            | 44°08′00″N 25°48′00″E / 44.13334°N 25.8°E     | Încărcați imagine | Raportați eroare |
| 104984.02.01 (Cod LMI: GR-I-m-B-14828.03) | Așezarea de la Schitu - "Gaura Despei" / ansamblu anonim (Categorie: locuire civilă) (Tip: Așezare)                            | sat Schitu, comuna Schitu                | Gaura Despei      | Boian                                        |            | 44°07′00″N 25°46′00″E / 44.11666°N 25.76667°E | Încărcați imagine | Raportați eroare |
| 104984.02.02 (Cod LMI: GR-I-m-B-14828.02) | Așezarea de la Schitu - "Gaura Despei" / ansamblu anonim (Categorie: locuire civilă) (Tip: Așezare)                            | sat Schitu, comuna Schitu                | Gaura Despei      | Glina                                        |            | 44°07′00″N 25°46′00″E / 44.11666°N 25.76667°E | Încărcați imagine | Raportați eroare |
| 104984.02.03 (Cod LMI: GR-I-m-B-14828.01) | Așezarea de la Schitu - "Gaura Despei" / ansamblu anonim (Categorie: locuire civilă) (Tip: Așezare)                            | sat Schitu, comuna Schitu                | Gaura Despei      | sec. IV p. Chr.                              |            | 44°07′00″N 25°46′00″E / 44.11666°N 25.76667°E | Încărcați imagine | Raportați eroare |
| 104984.02.04 (Cod LMI: GR-I-s-B-14828)    | Așezarea de la Schitu - "Gaura Despei" / ansamblu anonim (Categorie: locuire civilă) (Tip: Așezare)                            | sat Schitu, comuna Schitu                | Gaura Despei      | Tei                                          |            | 44°07′00″N 25°46′00″E / 44.11666°N 25.76667°E | Încărcați imagine | Raportați eroare |
| 104984.02.05 (Cod LMI: GR-I-s-B-14828)    | Așezarea de la Schitu - "Gaura Despei" / ansamblu anonim (Categorie: locuire civilă) (Tip: Așezare)                            | sat Schitu, comuna Schitu                | Gaura Despei      | getică                                       |            | 44°07′00″N 25°46′00″E / 44.11666°N 25.76667°E | Încărcați imagine | Raportați eroare |
| 104984.03.01 (Cod LMI: GR-I-s-B-14829)    | Tell-ul Gumelnița de la Schitu - "Măgura lui Boboc" / ansamblu anonim (Categorie: locuire civilă) (Tip: Tell)                  | sat Schitu, comuna Schitu                | Măgura lui Boboc  | Gumelnița                                    |            | 44°08′00″N 25°47′00″E / 44.13334°N 25.78333°E | Încărcați imagine | Raportați eroare |
| 101047.01.01 (Cod LMI: GR-I-s-B-14830)    | Așezarea de la Sfântu Gheorghe - "Valea Cacoviei" / ansamblu anonim (Categorie: locuire civilă) (Tip: Așezare)                 | sat Sfântu Gheorghe, comuna Băneasa      | Valea Cacoviei    | Gumelnița                                    |            | 44°03′N 26°03′E / 44.05°N 26.05°E             | Încărcați imagine | Raportați eroare |
| 101047.01.02 (Cod LMI: GR-I-m-B-14830.03) | Așezarea de la Sfântu Gheorghe - "Valea Cacoviei" / ansamblu anonim (Categorie: locuire civilă) (Tip: Așezare)                 | sat Sfântu Gheorghe, comuna Băneasa      | Valea Cacoviei    |                                              |            | 44°03′N 26°03′E / 44.05°N 26.05°E             | Încărcați imagine | Raportați eroare |
| 101047.01.03 (Cod LMI: GR-I-m-B-14830.02) | Așezarea de la Sfântu Gheorghe - "Valea Cacoviei" / ansamblu anonim (Categorie: locuire civilă) (Tip: Așezare)                 | sat Sfântu Gheorghe, comuna Băneasa      | Valea Cacoviei    |                                              |            | 44°03′N 26°03′E / 44.05°N 26.05°E             | Încărcați imagine | Raportați eroare |
| 101047.01.04 (Cod LMI: GR-I-s-B-14830)    | Așezarea de la Sfântu Gheorghe - "Valea Cacoviei" / ansamblu anonim (Categorie: locuire civilă) (Tip: Așezare)                 | sat Sfântu Gheorghe, comuna Băneasa      | Valea Cacoviei    | sec. IX - X                                  |            | 44°03′N 26°03′E / 44.05°N 26.05°E             | Încărcați imagine | Raportați eroare |
| 100558.03.01 (Cod LMI: GR-I-s-B-14831)    | Așezarea Latene de la Slobozia - "La Cazemată" / ansamblu anonim (Categorie: locuire civilă) (Tip: Așezare)                    | sat Slobozia, comuna Slobozia            | La Cazemată       |                                              |            | 43°51′30″N 25°53′00″E / 43.85833°N 25.88333°E | Încărcați imagine | Raportați eroare |
| 100558.02.01 (Cod LMI: GR-I-m-B-14832.06) | Așezarea de la Slobozia - "Râpa Bulgarilor" / ansamblu anonim (Categorie: locuire civilă) (Tip: Așezare)                       | sat Slobozia, comuna Slobozia            | Râpa Bulgarilor   | aurignacian                                  |            | 43°51′00″N 25°53′00″E / 43.85°N 25.88333°E    | Încărcați imagine | Raportați eroare |
| 100558.02.02 (Cod LMI: GR-I-m-B-14832.05) | Așezarea de la Slobozia - "Râpa Bulgarilor" / ansamblu anonim (Categorie: locuire civilă) (Tip: Așezare)                       | sat Slobozia, comuna Slobozia            | Râpa Bulgarilor   | Boian                                        |            | 43°51′00″N 25°53′00″E / 43.85°N 25.88333°E    | Încărcați imagine | Raportați eroare |
| 100558.02.03 (Cod LMI: GR-I-m-B-14832.04) | Așezarea de la Slobozia - "Râpa Bulgarilor" / ansamblu anonim (Categorie: locuire civilă) (Tip: Așezare)                       | sat Slobozia, comuna Slobozia            | Râpa Bulgarilor   | Cernavoda III                                |            | 43°51′00″N 25°53′00″E / 43.85°N 25.88333°E    | Încărcați imagine | Raportați eroare |
| 100558.02.04 (Cod LMI: GR-I-s-B-14832)    | Așezarea de la Slobozia - "Râpa Bulgarilor" / ansamblu anonim (Categorie: locuire civilă) (Tip: Așezare)                       | sat Slobozia, comuna Slobozia            | Râpa Bulgarilor   | Basarabi                                     |            | 43°51′00″N 25°53′00″E / 43.85°N 25.88333°E    | Încărcați imagine | Raportați eroare |
| 100558.02.05 (Cod LMI: GR-I-m-B-14832.03) | Așezarea de la Slobozia - "Râpa Bulgarilor" / ansamblu anonim (Categorie: locuire civilă) (Tip: Așezare)                       | sat Slobozia, comuna Slobozia            | Râpa Bulgarilor   | geto-dacică sec. III - II a. Chr.            |            | 43°51′00″N 25°53′00″E / 43.85°N 25.88333°E    | Încărcați imagine | Raportați eroare |
| 100558.02.06 (Cod LMI: GR-I-m-B-14832.02) | Așezarea de la Slobozia - "Râpa Bulgarilor" / ansamblu anonim (Categorie: locuire civilă) (Tip: Așezare)                       | sat Slobozia, comuna Slobozia            | Râpa Bulgarilor   | Sântana de Mureș - Cerneahov sec. IV p. Chr. |            | 43°51′00″N 25°53′00″E / 43.85°N 25.88333°E    | Încărcați imagine | Raportați eroare |
| 100558.02.07 (Cod LMI: GR-I-m-B-14832.01) | Așezarea de la Slobozia - "Râpa Bulgarilor" / ansamblu anonim (Categorie: locuire civilă) (Tip: Așezare)                       | sat Slobozia, comuna Slobozia            | Râpa Bulgarilor   | Dridu sec. VIII - IX p. Chr.                 |            | 43°51′00″N 25°53′00″E / 43.85°N 25.88333°E    | Încărcați imagine | Raportați eroare |
| 102801.01.01 (Cod LMI: GR-I-s-B-14833)    | Tell-ul Boian de la Stoenești - "Măgura Tangâru" / ansamblu anonim (Categorie: locuire civilă) (Tip: Tell)                     | sat Stoenești, comuna Florești-Stoenești | Măgura Tangâru    | Boian - III, IV                              |            | 44°10′00″N 25°53′00″E / 44.16667°N 25.88333°E | Încărcați imagine | Raportați eroare |
| 104984.04.01                              | Așezarea din bronzul târziu de la Schitu - La vie / ansamblu anonim (Categorie: locuire civilă) (Tip: Așezare)                 | sat Schitu, comuna Schitu                | La vie            | Coslogeni                                    |            |                                               | Încărcați imagine | Raportați eroare |